# Danh sách di sản thế giới tại Hà Lan
Hà Lan cùng với Curaçao Dưới đây là danh sách các di sản thế giới tại Hà Lan đã chấp nhận Công ước về Bảo vệ Di sản thế giới vào ngày 26 tháng 8 năm 1992, sau đó các đề cử tài sản trên lãnh thổ của quốc gia và vùng lãnh thổ này đã đủ điều kiện xét đề cử vào danh sách Di sản thế giới.
Tính đến hết năm 2021, Hà Lan và vùng lãnh thổ hải ngoại đã có tổng cộng 12 di sản thế giới được UNESCO công nhận. Trong đó có 11 di sản văn hóa và chỉ có duy nhất một di sản thiên nhiên. Địa điểm đầu tiên được công nhận vào năm 1995 là Schokland, trong khi di sản mới nhất được thêm vào năm 2014 là Nhà máy Van Nelle. Trong khi có 9 địa điểm là nằm tại Hà Lan thì vùng lãnh thổ hải ngoại Curaçao mới chỉ có 1 di sản duy nhất. Hà Lan cũng có ba địa điểm di sản xuyên quốc gia là biển Wadden, chung với Đan Mạch và Đức; Biên thành Hạ Germania chung với Đức; và Các thuộc địa của Lòng nhân từ chung với Bỉ.
Hà Lan hiện có 3 di sản dự kiến, tất cả đều được nộp hồ sơ vào ngày 17 tháng 8 năm 2011. Danh sách này cũng thống kê Teylers, Haarlem, một di sản dự kiến trước đây nhưng đã bị rút hồ sơ theo yêu cầu của Hà Lan trong kỳ họp thứ 37 của Ủy ban Di sản thế giới vào năm 2013 tại Phnôm Pênh, Campuchia sau khi ICOMOS xác định rằng khu vực này không đáp ứng được các tiêu chí.
Dưới đây là danh sách các di sản thế giới cùng với các di sản dự kiến của Hà Lan và vùng lãnh thổ hải ngoại.

## Danh sách
- Tên' là tên chính thức được sử dụng trên trang chính của UNESCO.[2]
- Vị trí là tên đô thị, thành phố, tỉnh, vùng địa lý, tọa độ của di sản đó.
- Tiêu chuẩn theo tiêu chuẩn được công nhận của UNESCO. Trong khi các tiêu chuẩn từ i, ii, iii, iv, v, và vi là những tiêu chuẩn về văn hóa, thì vii, viii, ix, và x là các tiêu chuẩn tự nhiên.[4]
- Năm công nhận là năm chính thức được công nhận là di sản thế giới.
- Mô tả là những mô tả khái quát về di sản, lý do được công nhận là Di sản thế giới hoặc đưa vào danh sách di sản thế giới bị đe dọa nếu có.

| Địa điểm                                                             | Hình ảnh                                                               | Vị trí                                          | Năm công nhận | UNESCO data                     | Mô tả |
| -------------------------------------------------------------------- | ---------------------------------------------------------------------- | ----------------------------------------------- | ------------- | ------------------------------- | --- |
| Schokland và vùng phụ cận                                            | Partially flooded fields, view from above                              | Noordoostpolder, Flevoland                      | 1995          | 739; iii, v (văn hóa)           | Schokland là minh chứng về việc người dân Hà Lan đã chống chọi với biển cả như thế nào. Đây là một bán đảo đã có người sinh sống từ thời tiền sử, nó đã trở thành một hòn đảo vào thế kỷ 15, cho đến khi bị vịnh Zuiderzee lấn chiếm hoàn toàn vào năm 1859. Noordoostpolder được thành lập vào những năm 1940 và do đó Schokland đã được khai hoang. |
| Tuyến phòng thủ dưới nước của Hà Lan                                 | Wall with several metal gates                                          | North Holland và Utrecht                        | 1996          | 759bis; ii, iv, v (văn hóa)     | Tuyến phòng thủ của Amsterdam được xây dựng từ năm 1883 đến năm 1920. Công sự được xây dựng dựa trên nguyên tắc kiểm soát vùng biển xung quanh một thành phố. Nó bao gồm một mạng lưới 45 pháo đài được trang bị và có thể tạm thời xả lũ mở rộng 135 km (84 dặm) xung quanh Amsterdam. Địa điểm này ban đầu được liệt kê là Tuyến phòng thủ của Amsterdam vào năm 1996. Năm 2021, nó được mở rộng để bao gồm các công trình phòng thủ tại tổng cộng 9 địa điểm và được đổi tên thành Tuyến phòng thủ dưới nước của Hà Lan. |
| Hệ thống cối xay gió tại Kinderdijk-Elshout                          | Several windmills, water channel in front                              | Alblasserdam và Nieuw-Lekkerland, South Holland | 1997          | 818; i, ii, iv (văn hóa)        | Tài sản này là một ví dụ về cảnh quan nhân tạo được tạo ra bằng cách tháo nước lấn biển. Việc xây dựng các công trình thủy lợi bắt đầu từ thời Trung Cổ để hình thành đất đai cho nông nghiệp và định cư. Di sản công nghệ bao gồm các kênh vận chuyển và thoát nước ở vùng cao và thấp, các bờ bao và đê, 3 trạm bơm, 2 cống xả, 2 nhà quản lý nước, và 19 cối xay gió có nhiệm vụ thoát nước. Phần lớn trong số đó được xây dựng từ năm 1738 đến 1740. |
| Khu di tích lịch sử của Willemstad, Nội thành và bến cảng, Curaçao   | Waterfront with a series of brightly coloured houses                   | Willemstad, Curaçao                             | 1997          | 819; ii, iv, v (văn hóa)        | Willemstad được thành lập như một khu định cư buôn bán của các thương gia từ Hà Lan vào năm 1634. Thị trấn hiện đại bao gồm một số quận lịch sử, phản ánh sự pha trộn của văn hóa Hà Lan, Tây Ban Nha và Bồ Đào Nha, cũng như Phi-Caribe. Một số ngôi nhà lịch sử được sơn bằng màu sắc tươi sáng, đây là truyền thống có từ đầu thế kỷ 19. |
| Trạm bơm bằng hơi nước D.F.Woudagemaal                               | A brick building (the pumping station), water in front                 | Lemmer, Lemsterland, Friesland                  | 1998          | 867; i, ii, iv (văn hóa)        | Trạm bơm bằng hơi nước D.F.Woudagemaal là một công trình chạy bằng hơi nước nhằm ngăn chặn lũ lụt cho các vùng trũng của Friesland. Nó bắt đầu hoạt động vào năm 1920. Khi được xây dựng, nó là trạm bơm bằng hơi nước lớn nhất và có công nghệ tiên tiến nhất trên thế giới. Tại thời điểm được công nhận, nó vẫn hoạt động bình thường. |
| Droogmakerij de Beemster (Beemster Polder)                           | Historical map of the polder with clearly seen rectangular grid        | Beemster, North Holland                         | 1999          | 899, i, ii, iv (văn hóa)        | Beemster Polder là loại đầm nhỏ lấn biển đầu tiên được tạo ra bằng cách khai hoang đất từ một hồ nước. Nó được rút nước vào năm 1612, điều này được thực hiện nhờ những tiến bộ trong công nghệ cối xay gió. Nó được đặt theo tên của một mô hình hình học, phù hợp với các nguyên tắc quy hoạch thời Phục hưng. Cấu trúc cơ bản là một hình chữ nhật có kích thước 180 mét (590 ft) x 900 mét (3.000 ft). Mô hình của các con đường và dòng nước chảy từ bắc xuống nam và đông sang tây. Ngày nay nó vẫn được sử dụng cho nông nghiệp.                                                                                                 |
| Nhà Rietveld Schröder                                                | A modernist-style house in front, older brick houses in the background | Utrecht, Utrecht                                | 2000          | 965; i, ii (văn hóa)            | Nhà Rietveld Schröder được xây dựng vào năm 1924. Nó được ủy thác bởi Truus Schröder-Schräder và được thiết kế bởi Gerrit Thomas Rietveld. Ngôi nhà là một trong những ví dụ được biết đến nhiều nhất của phong trào De Stijl. Đây là một ngôi nhà nhỏ dành cho một gia đình với sự sắp xếp không gian nội thất linh hoạt, cho phép thay đổi dần dần theo thời gian phù hợp với sự thay đổi của chức năng. Trong những năm 1970 và 1980, nó đã được khôi phục một cách cẩn thận để mang hiện trạng như ban đầu và kể từ đó đã được bảo tồn như một bảo tàng.                                                                            |
| Biển Wadden*                                                         | Coast with sandy dunes                                                 | Friesland, Groningen, và North Holland          | 2009          | 1314; viii, ix, x (thiên nhiên) | Biển Wadden là hệ thống bãi cát và bãi bùn ven triều lớn nhất trên thế giới. Đây là một điểm quan trọng về đa dạng sinh học, quê hương của các loài như hải cẩu cảng, chải cẩu xám , và cá heo cảng. Các địa điểm ở Đức và Hà Lan đã được ghi vào Danh sách Di sản thế giới năm 2009, khu vực biển ở Đan Mạch được bổ sung vào năm 2014. |
| Khu vực vành đai kênh đào Amsterdam thế kỷ 17 bên trong Singelgracht | Channels of Amsterdam from above                                       | Amsterdam, North Holland                        | 2010          | 1349; i, ii, iv (văn hóa)       | Kênh đào Amsterdam được thiết kế vào cuối thế kỷ 16 và xây dựng vào thế kỷ 17, như một thành phố cảng mới và hoàn toàn nhân tạo. Các kênh đào được bố trí theo hình vòng cung đồng tâm, giao nhau với các tuyến đường thủy và đường phố xuyên tâm. Phần lớn các ngôi nhà được xây dựng từ thế kỷ 17 và 18 vẫn được bảo tồn, trong khi các cấu trúc dân dụng và thủy lợi cũ nói chung đã được thay thế. Vào thế kỷ 17 và 18, Amsterdam được xem như hình mẫu tham khảo cho một số dự án trên thế giới. |
| Nhà máy Van Nelle                                                    | White factory building with large letters "Van Nelle"                  | Rotterdam, South Holland                        | 2014          | 1441; ii, iv (văn hóa)          | Nhà máy được xây dựng vào những năm 1920 với vai trò là nhà máy chế biến và đóng gói cà phê, trà và thuốc lá. Nó được thiết kế bởi Leendert van der Vlugt và đại diện cho một khái niệm mới về nhà máy, một biểu tượng của chủ nghĩa hiện đại và chủ nghĩa chức năng thời kỳ giữa chiến tranh. Mặt tiền được làm bằng thép và kính, cung cấp ánh sáng ban ngày cho công nhân. Các hoạt động công nghiệp tại nhà máy đã ngừng vào những năm 1990, tài sản hiện được điều hành bởi một chủ sở hữu mới. |
| Các thuộc địa của Lòng nhân từ*                                      | Red brick house with two chimneys                                      | Drenthe                                         | 2021          | 1555rev; ii, iv (văn hóa)       | Hậu quả của các cuộc Chiến tranh Napoléon ở châu Âu là phần lớn dân cư của các quốc gia Vùng đất thấp rơi vào tình trạng nghèo khó. Để giải quyết các vấn đề xã hội, Hội Chủ nghĩa Nhân đạo được thành lập vào năm 1818 và xây dựng 7 thuộc địa nông nghiệp cho các gia đình, trẻ mồ côi, người ăn xin và quân nhân đã nghỉ hưu. Cách tiếp cận này đã được đổi mới với sự kết hợp của giáo dục, chăm sóc sức khỏe và lao động ép buộc để đảm bảo sự tự cung tự cấp của các thuộc địa. Ba trong số các thuộc địa được công nhận nằm tại Hà Lan: Veenhuizen, Frederiksoord và Wilhelminaoord. Một địa điểm còn lại nằm tại Wortel của Bỉ. |
| Biên thành La Mã - Biên thành Hạ Germania*                           | Reconstruction of a wooden watch tower                                 | một vài địa điểm                                | 2021          | 1631; ii, iii, iv (văn hóa)     | Biên thành Hạ Germania bảo vệ khu vực Hạ Germania của La Mã , dọc theo sông Rhein từ khối núi Rhein đến bờ Biển Bắc. Các công sự được thành lập vào cuối thế kỷ 1 trước Công nguyên và vẫn được sử dụng cho đến khi Đế quốc Tây La Mã sụp đổ vào đầu thế kỷ 5 sau Công nguyên. Di sản này bao gồm 102 địa điểm, trong đó có 39 địa điểm ở Hà Lan, những địa điểm khác ở Đức. Các địa điểm này là những phần còn lại của pháo đài, tháp canh, thị trấn, đường xá và cơ sở hạ tầng khác. |

## Di sản dự kiến
Ngoài các di sản chính thức được công nhận, các quốc gia cũng có thể duy trì một danh sách di sản dự kiến mà họ đề cử. Đề cử Di sản thế giới chỉ được chấp nhận nếu địa điểm đó đã nằm trong danh sách dự kiến trước đó. Tính đến năm 2021, Hà Lan có tổng cộng 3 di sản dự kiến:
| Số liệu UNESCO | Hình ảnh | Tên                          | Vị trí                                                          | Tiêu chuẩn                     | Năm công nhận | Mô tả |
| -------------- | -------- | ---------------------------- | --------------------------------------------------------------- | ------------------------------ | ------------- | ----- |
| 5627           |          | Công viên biển Bonaire       | Bonaire, Caribe thuộc Hà Lan 12°10′B 68°15′T / 12,167°B 68,25°T | Thiên nhiên (vii, viii, ix, x) | 2011          |       |
| 5629           |          | Eise Eisinga Planetarium     | Franeker, Friesland 53°11′15″B 5°32′38″Đ / 53,1875°B 5,54389°Đ  | Văn hóa (vii, viii, ix, x)     | 2011          |       |
| 5632           |          | Các đồn điền tại Tây Curaçao | Curaçao 12°20′32″B 69°05′38″T / 12,34222°B 69,09389°T           | Văn hóa (vii, viii, ix, x)     | 2011          |       |